# 采夫洛湖
57°03′46″N 30°16′25″E / 57.06278°N 30.27361°E

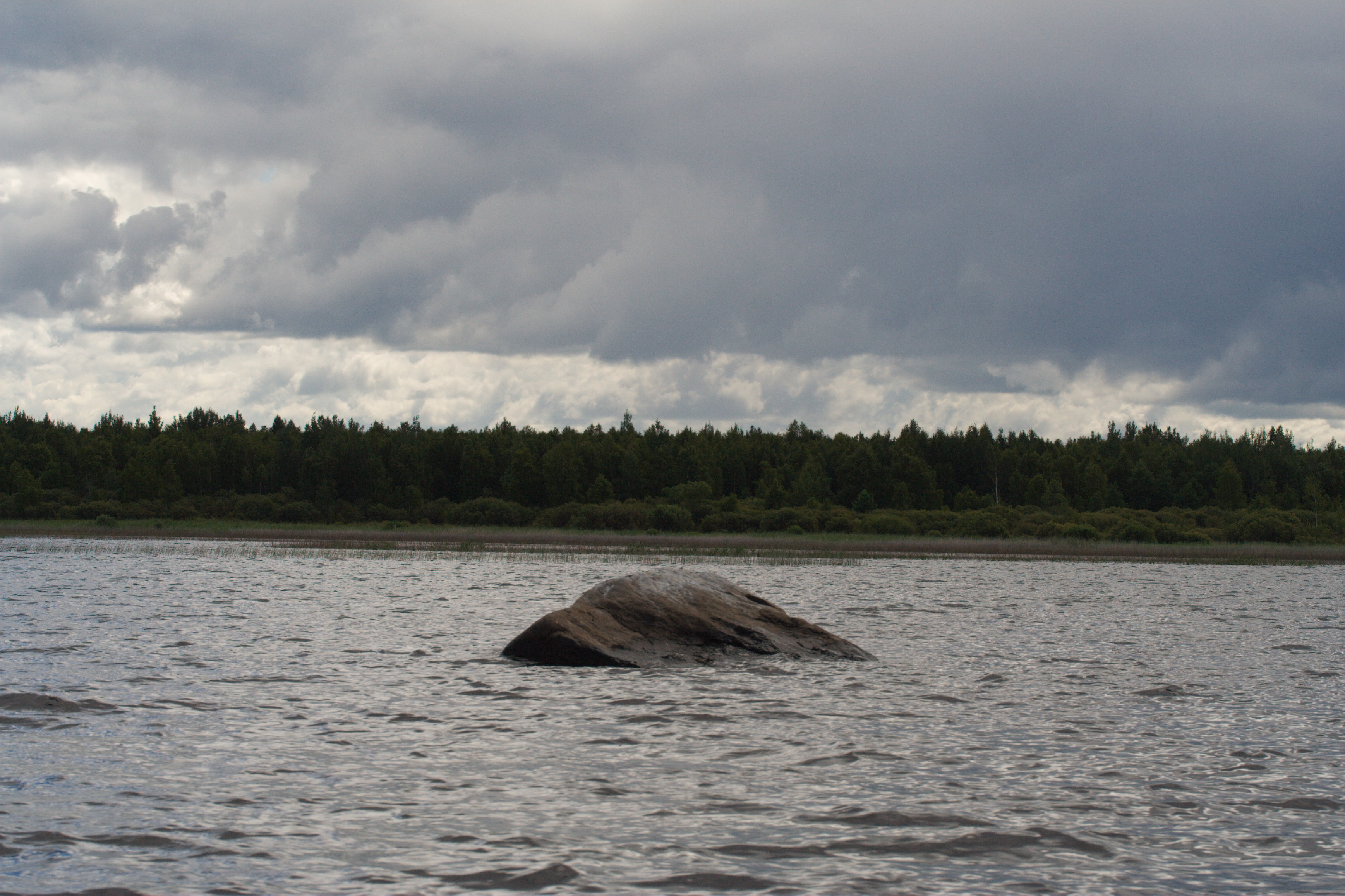

采夫洛湖（俄语：Цевло），是俄羅斯的湖泊，位於該國西北部，由普斯科夫州負責管轄，處於別扎尼齊區，面積7.95平方公里，集水區面積17.6平方公里，平均水深1.8米，最大水深2.5米。